# フォーミュラ・ジュニア

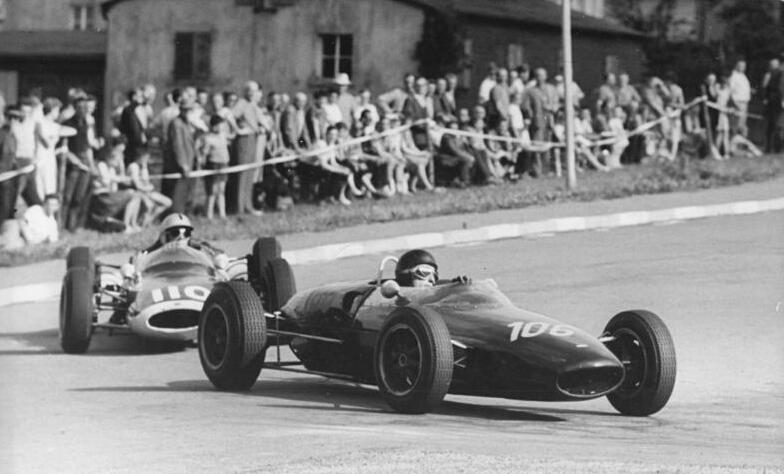
当時のレース

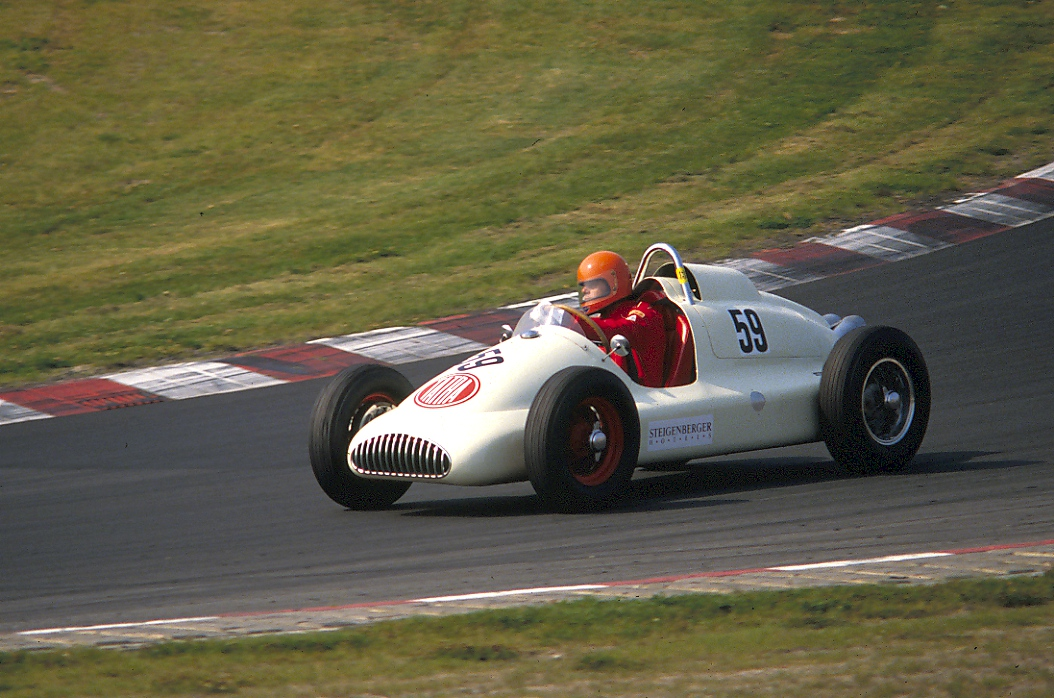
タトラ607

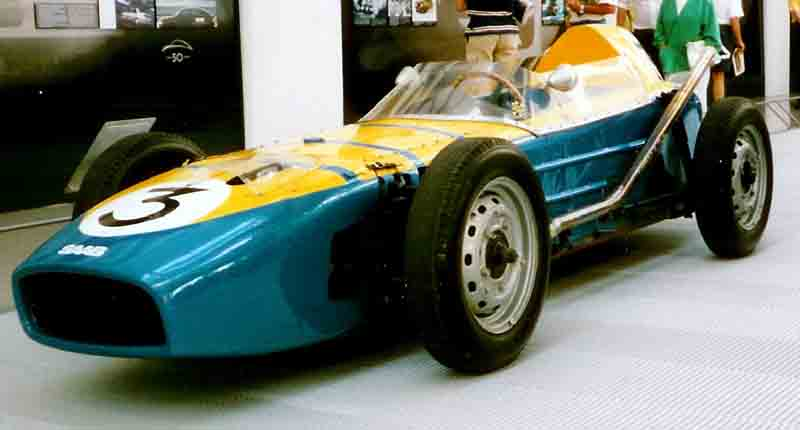
サーブ

フォーミュラ・ジュニア（英: Formula Junior ）は、かつて存在したジュニア・フォーミュラ。当時はより上位のフォーミュラへ進出するための登竜門として位置づけられていた。

## 概要
1957年にGiovanni Lurani伯爵の提案でイタリアで設立されたシリーズで参加者の出費を極力抑えるためにエンジンや変速機等の主要なコンポーネントは市販車の物を使用するように規定されていた。

## 車両
当初はフロントエンジン・リアドライブだったが後にミッドシップの車両が登場した。2クラスあり、車両重量が360 kgでエンジン排気量が1,000 cm3で車両重量が400kgで排気量が最大1,100 cm3に規定された。
ローラ、クーパー、ロータス、ブラバム等、後年F1で活躍するコンストラクターが当時は競っていた。